# Jacinto Aráuz
Jacinto Aráuz est une ville de l'est de la province de La Pampa, en Argentine, située dans le département de Hucal.

## Situation

Trajet de la route nationale 35

La ville est située à l'extrême est de la province, non loin de la frontière avec la 
province de Buenos Aires. Elle se trouve à 3 km de la route nationale 35, à quelque 200 km au sud-est de Santa Rosa.

## Population
La localité comptait 2 463 habitants en 2001, ce qui représentait une hausse de 14,3 % par rapport aux 2 155 recensés en 1991.